# Кондесја
Кондесја (фр. Condeissiat) је насељено место у Француској у региону Рона-Алпи, у департману Ен (Рона-Алпи).
По подацима из 2011. године у општини је живело 763 становника, а густина насељености је износила 35,26 становника/km².

## Демографија
| 1962. | 1968. | 1975. | 1982. | 1990. | 2011. |
| ----- | ----- | ----- | ----- | ----- | ----- |
| 524   | 519   | 510   | 496   | 581   | 763   |